# Верхньоозьорський (Архангельська область)
Верхньоозьорський (рос. Верхнеозёрский) — селище в Онезькому районі Архангельської області Російської Федерації.
Населення становить 386 осіб. Входить до складу муніципального утворення Покровське поселення.

## Історія
Від 2004 року входить до складу муніципального утворення Покровське поселення.

## Населення
| 2002 | 2010 | 2012 |
| ---- | ---- | ---- |
| 417  | ↘230 | ↗386 |